# Julian Kowalewicz

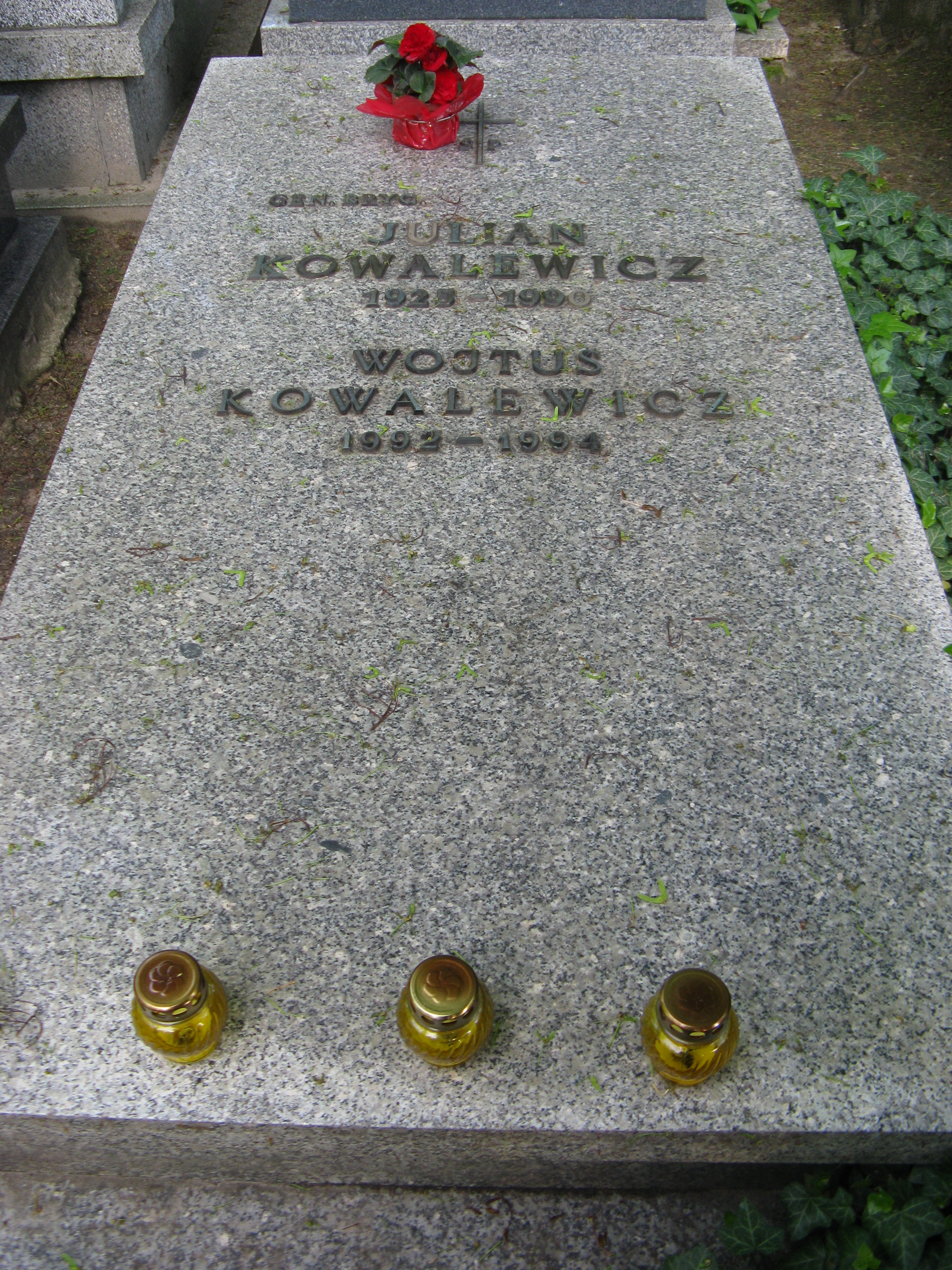
Grób Juliana Kowalewicza na Cmentarzu Wojskowym na Powązkach

Julian Kowalewicz (ur. 14 grudnia 1925 w Stanisławowie, zm. 26 grudnia 1990 w Warszawie) – generał brygady LWP.
Do 1941 skończył 4 klasy szkoły średniej w Stanisławowie. We wrześniu 1944 wstąpił do WP. 1945–1946 w Oficerskiej Szkole Broni Pancernej w Modlinie. Magazynier żywnościowy, a od lipca 1948 podporucznik kwatermistrzostwa. W maju 1949 skończył Wyższy Kurs Kwatermistrzostwa i został kwatermistrzem 1 pułku piechoty w Warszawie. Od marca 1950 w Kwatermistrzostwie Okręgu Wojskowego nr 1 w Warszawie. W kwietniu 1950 został kwatermistrzem 62 pułku piechoty w Ełku. Od lutego 1951 pomocnik komendanta Wyższej Szkoły Oficerów Politycznych ds. gospodarczych, a od marca 1952 wykładowca Akademii Wojskowo-Politycznej w Warszawie. Od stycznia 1954 w Sztabie Tyłów WP, a od grudnia 1956 w sztabie Głównego Kwatermistrzostwa WP. W 1958 skończył liceum dla pracujących i zdał maturę, a w 1964 zaoczne studia administracyjne na Uniwersytecie Warszawskim. Od lutego 1968 zastępca szefa Sztabu Głównego Kwatermistrzostwa WP, a od sierpnia 1970 komendant Centrum Szkolenia Służb Kwatermistrzowskich w Poznaniu. W październiku 1972 mianowany generałem brygady; nominację wręczył mu w Belwederze przewodniczący Rady Państwa PRL prof. Henryk Jabłoński. Od jesieni 1975 szef Zespołu Służb Kwatermistrzowskich w Inspekcji Sił Zbrojnych WP. Od lipca 1979 kwatermistrz - zastępca dowódcy Warszawskiego Okręgu Wojskowego. Od maja 1981 zastępca szefa Sztabu Głównego Kwatermistrzostwa WP. Od listopada 1984 w stanie spoczynku.
31 grudnia 1990 na Cmentarzu Wojskowym na Powązkach  (kwatera BII-2-1) odbyła się uroczystość pogrzebowa gen. Juliana Kowalewicza z udziałem delegacji MON. Zmarłego pożegnali w imieniu żołnierzy WP: zastępca Głównego Kwatermistrza WP gen. dyw. Zdzisław Graczyk oraz komendant Wyższej Szkoły Oficerskiej Służb Kwatermistrzowskich w Poznaniu gen. bryg. Krzysztof Pajewski.

## Odznaczenia
- Krzyż Oficerski Orderu Odrodzenia Polski (1983)
- Krzyż Kawalerski Orderu Odrodzenia Polski (1968)
- Srebrny Krzyż Zasługi (1958)
- Medal „Za udział w walkach o Berlin” (1971)
- Medal za Warszawę 1939–1945 (1945)
- Medal za Odrę, Nysę, Bałtyk (1945)
- Medal 10-lecia Polski Ludowej
- Medal 30-lecia Polski Ludowej
- Medal 40-lecia Polski Ludowej
- Złoty Medal „Siły Zbrojne w Służbie Ojczyzny” (1968)
- Srebrny Medal Siły Zbrojne w Służbie Ojczyzny
- Brązowy Medal Siły Zbrojne w Służbie Ojczyzny
- Złoty Medal „Za zasługi dla obronności kraju” (1973)
- Srebrny Medal „Za zasługi dla obronności kraju”
- Brązowy Medal „Za zasługi dla obronności kraju”
- Medal „Za zwycięstwo nad Niemcami w Wielkiej Wojnie Ojczyźnianej 1941–1945” (ZSRR)